# 希拉国家森林
希拉国家森林（英語：Gila National Forest）是位于新墨西哥州的一座美国国家森林和保护区，建立于1905年，面积2,710,659英亩，是美国的第六大国家森林。